# Такмау
Такмау (кхмер. ក្រុងតាខ្មៅ) — город на юге центральной части Камбоджи. Административный центр провинции Кандаль.

## География
Расположен на рукаве Меконга — Бассаке, примерно в 11 км к югу от столицы страны, города Пномпень (непосредственно граничит с Такмау). Абсолютная высота — 0 метров над уровнем моря. Город подразделяется на 6 кварталов (сангкат) и 20 деревень (пхум).

## Население
По данным на 2013 год численность населения составляет 208 138 человек.
Динамика численности населения города по годам:
| 1990   | 2008    | 2013    |
| ------ | ------- | ------- |
| 34 947 | 195 898 | 208 138 |

## Экономика
Примерно 60 % населения Такмау работают в Пномпене.